# Jean-Joseph-Louis Chancel
Jean-Joseph-Louis Chancel, né le 18 novembre 1779 à Briançon et mort le 18 février 1837 dans la même ville, est l'inventeur des allumettes modernes.
Son invention, mise au point en 1805, est commercialisée quelque temps en Allemagne et en France.